# Administrativní budova Ingstavu
Administrativní budova Ingstavu je stavba v Brně, konkrétně na adrese Vídeňská 546/55 ve Štýřicích. Navrhl ji v roce 1968 architekt Ivan Ruller, realizována byla v letech 1968–1970. Investorem byl tehdejší národní podnik Ingstav. Budova je uváděna jako jeden z Rullerových nejvýznamnějších projektů, např. průvodce architekturou 20. století kolektivu autorů ji označil za „jednu z nejkvalitnějších realizací pozdních šedesátých let“ v Česku.

## Popis
Architektonicky se jedná o minimalistickou krabici se zelenými závěsovými stěnami, obalenou do předvěšeného skleněného pláště. Ta je doplněna kontrastními železobetonovými detaily inspirovanými brutalismem, jako je hlavní vstup či boční předsunuté schodiště. „Krabice“ sedí na zděném soklu sníženého přízemí s obkladem z desek štípané břidlice. Plášť je tvořen determálním sklem v šedohnědé, kouřové barvě. Zadní komunikační trakt má bílé obložení s vertikálními prosklenými pásy. Nejvyšší „ředitelské“ patro bylo půdorysně zmenšené a obložené vertikálními hliníkovými lamelami.
V třípodlažní budově byly projektovány velkoplošné kanceláře zabírající celá podlaží, vyčlenění vertikálních komunikací poskytlo volnost a variabilitu v rozvržení interiéru. Projekt počítal např. i s potrubní poštou, možností shozu odpadků, výtahem na spisy a dalšími funkcemi administrativního provozu.
Původní projekt zahrnoval také řadu výtvarných uměleckých děl, jejichž autory byli Milan Buřival, Olbram Zoubek, Bohumír Matal, Jánuš Kubíček, Božena Matalová, Zdeněk Macháček, Pavel Navrátil či Vladimír Preclík. Vnější plastiku před západním průčelím budovy navrhla Eva Kmentová.